# Francesco Landi
Francesco, hrabia Landi – włoski dyplomata na służbie Parmy i Hiszpanii żyjący w XVIII wieku.
Był opatem. W latach 1718–1727 reprezentował Księstwo Parmy i Piacenzy jako jego poseł w Paryżu. Następnie przeszedł na służbę hiszpańską, i  po 1727 roku był ambasadorem Królestwa Hiszpanii w Hadze.
Jego krewnym był Lorenzo di Vergusio, markiz de Beretti-Landi